# Нитрозилтрис(трифенилфосфин)родий
Нитрозилтрис(трифенилфосфин)родий — комплексное соединение родия
состава Rh[P(C6H5)3]3(NO),
красные кристаллы.

## Получение
- К спиртовому раствору хлорида родия(III) добавляют растворы N-метил-N-нитрозо-п-толуолсульфамида и трифенилфосфина в инертной атмосфере:

{\displaystyle {\mathsf {RhCl_{3}+3P(C_{6}H_{5})_{3}\ {\xrightarrow {CH_{3}(NO)SO_{2}C_{6}H_{4}CH_{3}}}\ Rh[P(C_{6}H_{5})_{3}]_{3}(NO)}}}
- Пропускание монооксида азота через раствор хлорида родия(III) в тетрагидрофуране в присутствии избытка трифенилфосфина.

## Физические свойства
Нитрозилтрис(трифенилфосфин)родий образует красные кристаллы
тригональной сингонии,
пространственная группа P 3,
параметры ячейки a = 1,9057 нм, c = 1,0799 нм, Z = 3 .
Плохо растворяется в полярных растворителях и алифатических углеводородах,
умеренно растворяется в бензоле.